# Hockey in Suriname
Hockey kwam in Suriname moeilijk van de grond. Na enkele pogingen voor de Tweede Wereldoorlog werden er vanaf 1948 verenigingen opgericht en wedstrijden gespeeld. In de jaren 1970 verdween hockey als sportbeoefening in Suriname. De in Suriname geboren Siegfried Aikman is bondscoach van Japan en werd in 2018 met zijn team kampioen van Azië.

## Geschiedenis
In 1930 werd een vergeefse poging gedaan om een hockeyclub op te richten en in 1934 en 1937 werden hockeyverenigingen opgericht die binnen enkele jaren op hielden te bestaan. Vanaf 1948 was er meer succes. Toen werd in Buiten-Sociëteit Het Park de hockeyvereniging 'Paramaribo' opgericht. Er werd tweemaal per week getraind op het militaire terrein aan de Gemenelandsweg. In 1949 werden voor het eerst internationale hockeywedstrijden gespeeld tussen Surinaamse en Guyaanse teams.
In 1966 speelde 'Paramaribo' enkele keren tegen een ploeg onder leiding van pater Querido. Hij was een verwoed hockeyer en had in 1932 in het nationale elftal van India gespeeld, de wereldkampioen in dat jaar. In 1967 werd met een dames- en herencompetitie gestart. Er deden vijf teams aan mee: Paramaribo A en B, MCH I en II en TRIS. De competitie werd gewonnen door TRIS, die daardoor de eerste landskampioen werd.
Tijdens de sportweek werd op 1 september 1968 een nationaal elftal gevormd die een oefenwedstrijd speelde tegen spelers uit de verenigingen Paramaribo, MCH en TRIS. Een week later kwam het elftal driemaal uit tegen het nationale team van Guyana, vanaf 6 september in het George W. Streepy Stadion. De eerste, demonstratiewedstrijd eindigde met 1-1 in een gelijkspel, evenals de tweede wedstrijd de dag erop. Vervolgens verloor Suriname op 8 september met 3-0. Rond deze tijd werd ook de Surinaamse Hockey Bond opgericht.
In januari 1970 werden hockeyers in Suriname twee weken lang getraind door Horst Wein, een hockeyinternational en docent aan de Sportacademie van Keulen. Later dat jaar speelde Suriname nog een wedstrijd tegen Guyana in het Suriname Stadion (nu André Kamperveenstadion). In 1975 was er nog een melding van een dames-hockeywedstrijd door TRIS. Niettemin verdween hockey in de loop van de jaren zeventig als sportbeoefening in Suriname.
In 2009 en opnieuw in 2017 werd de in Suriname geboren Siegfried Aikman aangesteld als bondscoach van het Japanse hockeyteam. Sinds zijn twaalfde woont hij in Nederland. Onder zijn leiding werd Japan op 1 september 2018 kampioen van Azië.